# Entreprise de construction automobile malgache
 (septembre 2014).
Si vous disposez d'ouvrages ou d'articles de référence ou si vous connaissez des sites web de qualité traitant du thème abordé ici, merci de compléter l'article en donnant les références utiles à sa vérifiabilité et en les liant à la section « Notes et références ».
Entreprise de construction automobile malgache (ECAM) est le premier constructeur automobile malgache, basé à Tananarive. C'est une initiative due à l'importateur Citroën et Panhard local, Ets Ulysse Gros et Compagnie

## Histoire
Citroën France fournit les pièces détachées nécessaires à la fabrication des 2 CV à Tananarive. Le 9 février 1962, le président Philibert Tsiranana assista à la sortie de la première 2 CV. Cette 2 CV porte le nom de « Mafy-Be » (ce qui signifierait la très robuste).
Elle sera produite en berline et en fourgonnette. La chaine de montage créée spécialement, Entreprise de Construction automobile malgache, assura aussi le montage des berlines Ami 6, puis, plus tard, des milliers de Méhari.
Le président Tsiranana posa la première plaque de châssis n° 000 1 au cours d'une réception officielle en présence des représentants de la Société Citroën. La cadence de production était de cinq véhicules par jour. Mais peu de 2 CV seront fabriquées, quelques centaines tout au plus.

## Modèles
- Citroën 2CV, berline et fourgonnette
- Citroën Ami 6
- Citroën Méhari

## Chiffres de production
- 770 exemplaires (tous modèles confondus) en 1970

## Sources
- 2CV Magazine n° 5 de novembre 1998
- L'auto journal salon 1972